# Kupellonura mediterranea
Kupellonura mediterranea är en kräftdjursart som beskrevs av Barnard 1925. Kupellonura mediterranea ingår i släktet Kupellonura och familjen Hyssuridae. Inga underarter finns listade i Catalogue of Life.